# Amilcare Baghino
Amilcare Baghino (Alessandria, 12 dicembre 1912 – ...) è stato un calciatore italiano, di ruolo centrocampista.

## Caratteristiche tecniche
Era il classico mediano della famosa scuola piemontese, duro nei contrasti, tanto da arrivare spesso al gioco chiaramente intimidatorio.

## Carriera
Fece il suo esordio giovanissimo nell'Alessandria, la squadra della sua città natale, con cui giocò in Serie A ed in Divisione Nazionale, per un totale di 14 presenze.
Militò successivamente nel Pontedecimo e l'Acqui, in Serie C, per poi continuare la carriera nelle serie minori.